# Zveza pionirjev Jugoslavije
Zveza pionirjev Jugoslavije (neuradno Titovi pionirji; kratica: ZPJ) je bila organizacija, ki je vključevala vse osnovnošolske otroke v Socialistični federativni republiki Jugoslaviji (SFRJ). 
Leta 1942 je v Bihaću na I. kongresu Združene zveze protifašistične mladine Jugoslavije (USAOJ) ustanovljena tudi Zveza pionirjev Jugoslavije. Opredeljena je bila kot vzgojno – zabavna, patriotska, izven šolska organizacija. Njen smoter je bil, vzgajati mladino ob sodelovanju odraslih na tradicijah NOB v zavedne državljane SFLRJ, je med drugim zapisano v njenem statutu. Združevala pa je osnovnošolsko mladino. Slovenska podružnica, Zveza pionirjev Slovenije, je bila ustanovljena leta 1947.
Imeli so lastne uniforme; črne čevlje, modre hlače (deklice modra krila), belo srajco, rdečo rutico za vratom in vojaško kapo, imenovano »titovka«. Uporabljali so vojaški pozdrav - salutiranje s stisnjeno pestjo. Čeprav je bil sprejem med pionirje del  šolskega programa in zato pravzaprav obvezen, je članstvo v Zvezi pionirjev pomenilo čast. 
Zadnja generacija otrok, ki je bila v Jugoslaviji pred razpadom komunističnega sistema vključena v pionirsko organizacijo, je v šolo odšla v šolskem letu 1989/1990.

## Prisega
Častna pionirska - Svečana pionirska zaobljuba
Danes, ko postajam pionir
dajem častno pionirsko besedo
da se bom pridno učil in delal,
spoštoval starše in učitelje,
da bom zvest in iskren tovariš,
ki drži svojo obljubo,
da se bom ravnal po zgledu najboljših pionirjev,
da bom spoštoval slavna dejanja partizanov,
in napredne ljudi sveta,
ki žele svobodo in mir,
da bom ljubil svojo domovino
samoupravno Socialistično Federativno Republiko Jugoslavijo,
njene bratske narode in narodnosti
in gradil novo življenje, polno sreče in radosti.
Dati častno pionirsko (besedo) ni mačji kašelj, saj je pionir:
- P = pošten
- I = iskren
- O = olikan
- N = neustrašen
- I = iznajdljiv
- R = radodaren